# Salacistis
Salacistis é um género botânico pertencente à família das orquídeas (Orchidaceae).